# Niedźwiedzice (powiat Legnicki)
Niedźwiedzice (Duits: Bärsdorf-Trach) is een dorp in de Poolse woiwodschap Neder-Silezië. De plaats maakt deel uit van de gemeente Chojnów.

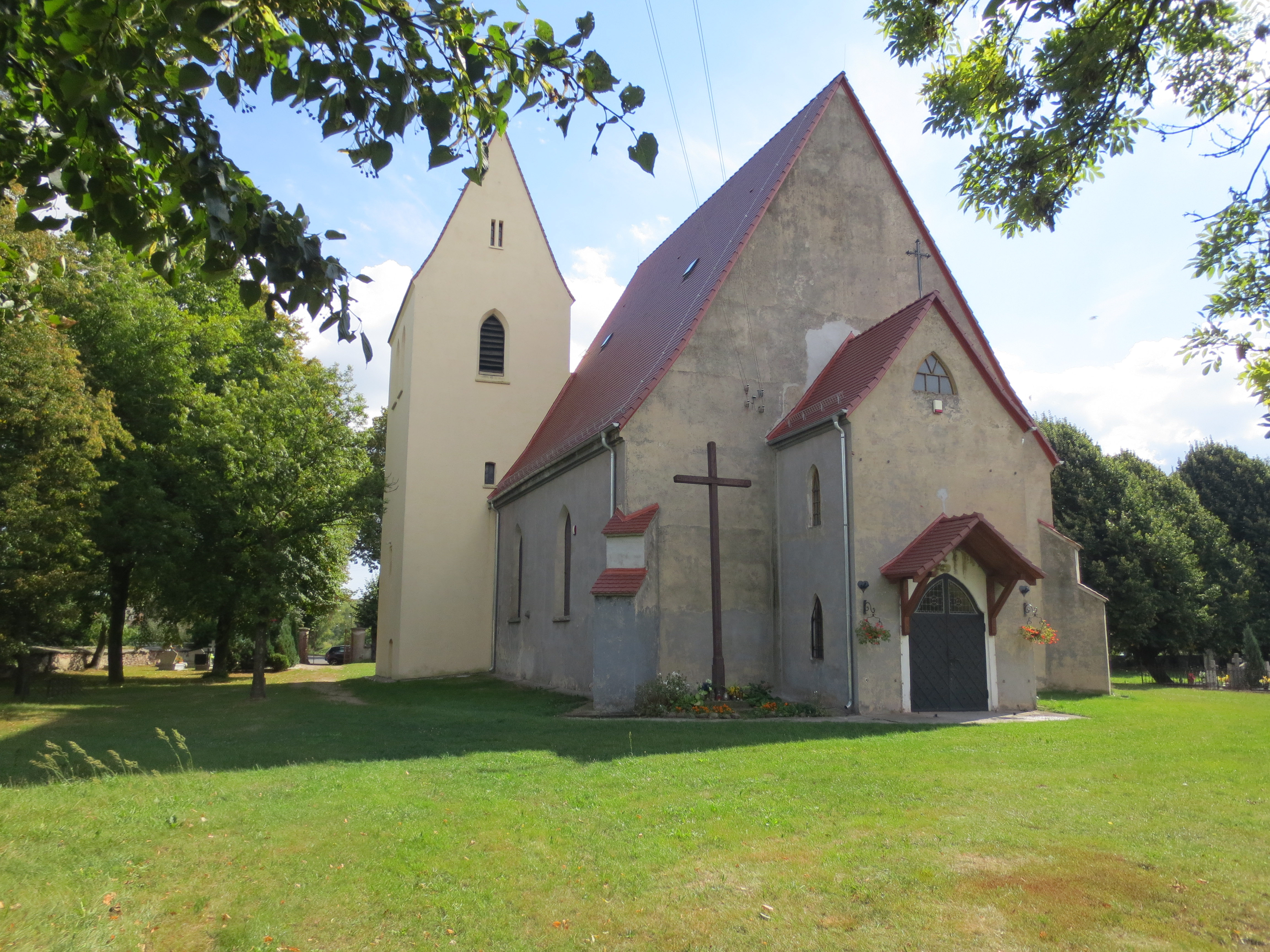
Kerk in Niedźwiedzice